# トゥオルミ郡 (カリフォルニア州)
トゥオルミ郡（英: Tuolumne County、発音: [tuːˈɒləmiː] "To All o' Me"）は、アメリカ合衆国カリフォルニア州のシエラネバダ山脈部のゴールドカントリーに位置する郡である。ヨセミテ国立公園の北半分が郡の東部に入っている。人口は5万5620人（2020年）。郡庁所在地は郡内唯一の法人化都市であるソノラである。

## 歴史

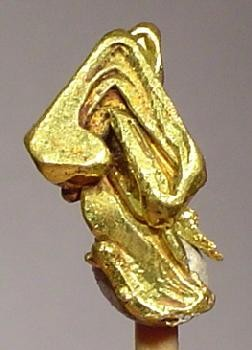
トゥオルミ郡で採れた金の標本

トゥオルミ郡はカリフォルニア州が州に昇格した1850年に設立された郡の1つである。州昇格の前はオロ郡と呼ばれていた。郡域の一部は1854年にスタニスラウス郡、1864年にはアルパイン郡に割譲された。
「トゥオルミ」という郡名はインディアンの言葉に起源があり、「多くの石の家」「マウンテンライオンの土地」「急勾配への直登」など様々な意味を与えられている。最後の「急勾配への直登」はインディアンの酋長ウィリアム・フラーの解釈である。マリアーノ・バレホは初めてのカリフォルニア州議会における報告で、この言葉はインディアンの「石造り小屋の集まり」を意味する「タルマラミ」（talmalamne）という言葉が訛ったものと説明した。また「石の家（すなわち洞穴）に住む人々」を意味する可能性もある。

## 地理
アメリカ合衆国国勢調査局に拠れば、郡域全面積は2,274平方マイル (5,891 km2)であり、このうち陸地は2,235平方マイル (5,790 km2)、水域は39平方マイル (101 km2)で水域率は1.71%である。カリフォルニア州森林部はトウォルミ郡の1,030,812エーカー (4,171.55 km2) の郡域にはヨセミテ国立公園、スタニスラウス国立の森、土地管理局の土地など連邦政府管理土地やインディアン居留地も含んでいると報告している。郡内の目立つ地形としてテーブル山がある。

### 国立自然保護地域
- スタニスラウス国立の森(部分）
- ヨセミテ国立公園(部分）

### 隣接する郡
- アルパイン郡 - 北
- カラベラス郡 - 北西
- スタニスラウス郡 - 南西
- マリポサ郡 - 南
- マデラ郡 - 南東
- モノ郡 - 東
- マーセド郡 - 南西隅

## 都市と町

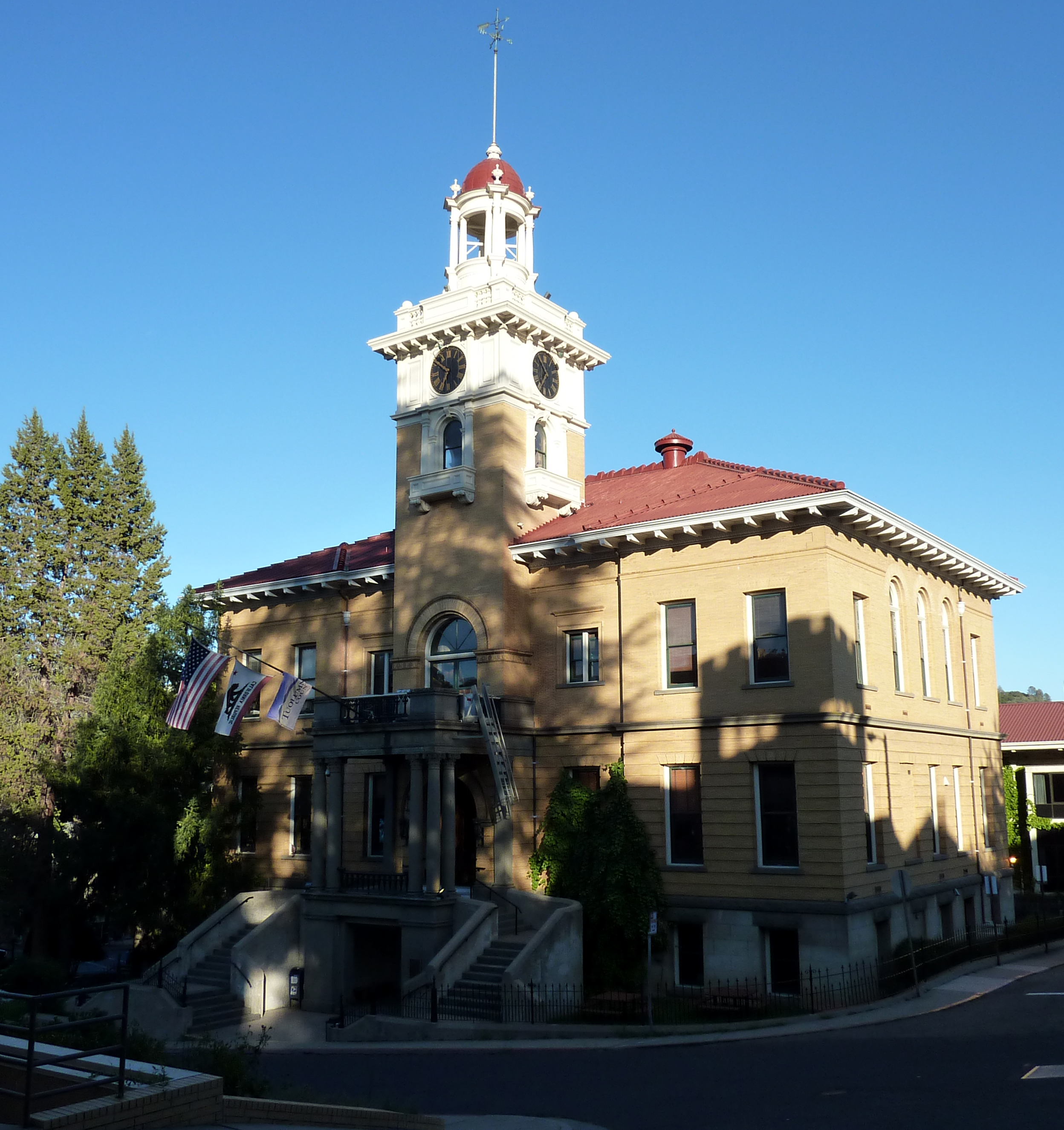
ソノラにある郡庁舎

- ソノラ（郡庁所在地）
- フェニックスレイク・シーダーリッジ
- チャイニーズキャンプ
- コールドスプリングス
- コロンビア
- コンフィデンス
- イーストソノラ
- グローブランド・ビッグオークフラット
- ジェイムズタウン
- ロングバーン
- ミウクビレッジ
- モカシン
- モノビスタ
- シエラビレッジ
- ソウルスビービル
- ストロベリー
- トゥオルミ
- トウェインハート

### 特別地区
| - ベルビュー小学校教育学区 - ビッグオークフラット・グローブランド統一教育学区 - チャイニーズキャンプ小学校教育学区 - コロンビア消防地区 - コロンビア統合小学校教育学区 - カーティスクリーク小学校教育学区 - グローブランド・コミュニティサービス地区 - ジェイムズタウン小学校教育学区 - ジェイムズタウン消防地区 - ミウク消防地区 - ソノラ小学校教育学区 - ソノラ統合高校教育学区 | - ソウルスビービル小学校教育学区 - ストロベリー消防地区 - サマービル小学校教育学区 - サマービル統合高校教育学区 - トゥオルミ郡大気汚染管制地区 - トゥオルミ郡第1水源地区 - トゥオルミ消防地区 - トゥオルミ地域水源地区 - トゥオルミ公共施設地区 - Twain Harte 消防地区 - トウェインハート・ロングバーン統合小学校教育学区 - ヨセミテ・コミュニティカレッジ地区 |

## 交通

### 主要高規格道路
- カリフォルニア州道49号線
- カリフォルニア州道108号線
- カリフォルニア州道120号線

### 公共交通
トゥオルミ郡交通がソノラから郡内大半に向かうバス便を運行している。コロンビアではカラベラス郡交通の接続ができる。
ヨセミテ地域交通システムはヨセミテ国立公園のトゥオルミメドウズ部に運行しているが、トゥオルミ郡交通と直接接続はしていない。

### 空港
コロンビア空港とパインマウンテンレイク空港が郡内の一般用途空港である。

## 人口動態
以下は2000年国勢調査による人口統計データである。
| 基礎データ - 人口: 54,501人 - 世帯数: 21,004 世帯 - 家族数: 14,240 家族 - 人口密度: 9人/km2（24人/mi2） - 住居数: 28,336軒 - 住居密度: 10軒/km5（13/mi2） 人種別人口構成 - 白人: 89.45% - アフリカン・アメリカン: 2.10% - ネイティブ・アメリカン: 1.82% - アジア人: 0.72% - 太平洋諸島系: 0.17% - その他の人種: 2.89% - 混血: 2.84% - ヒスパニック・ラテン系: 8.16% 主たる言語による人口構成 - 英語: 94.7% - スペイン語: 3.5% 年齢別人口構成 - 18歳未満: 20.7% - 18-24歳: 7.6% - 25-44歳: 25.3% - 45-64歳: 27.9% - 65歳以上: 18.5% - 年齢の中央値: 43歳 - 性比（女性100人あたり男性の人口） - 総人口: 111.5 - 18歳以上: 112.2 | 世帯と家族（対世帯数） - 18歳未満の子供がいる: 26.1% - 結婚・同居している夫婦: 54.4% - 未婚・離婚・死別女性が世帯主: 9.6% - 非家族世帯: 32.2% - 単身世帯: 26.0% - 65歳以上の老人1人暮らし: 11.7% - 平均構成人数 - 世帯: 2.36人 - 家族: 2.82人 収入と家計 - 収入の中央値 - 世帯: 38,725米ドル - 家族: 44,327米ドル - 性別 - 男性: 35,373米ドル - 女性: 25,805米ドル - 人口1人あたり収入: 21,015米ドル - 貧困線以下 - 対人口: 11.4% - 対家族数: 8.1% - 18歳未満: 16.2% - 65歳以上: 4.0% |

## 政治
トゥオルミ郡はアメリカ合衆国大統領および連邦議会選挙で共和党寄りの地盤である。2008年の大統領選挙以前で民主党が多数を取ったのは1992年のビル・クリントンが最後だった。
アメリカ合衆国下院議員の選挙ではカリフォルニア州第19選挙区の一部であり、カリフォルニア州議会下院議員の選挙では第25選挙区、カリフォルニア州議会上院議員の選挙では第14選挙区に入っており、2010年時点で全て共和党議員が務めている。
2008年11月4日の大統領選挙では、14,988人の投票者のジョン・マケインを支持し、バラク・オバマは11,532票しか得られなかった。。